# 钩距黄堇
钩距黄堇（学名：Corydalis hamata）为罂粟科紫堇属下的一个种。

## 扩展阅读
- 維基物種上的相關：钩距黄堇